# Neudorf (Diemelstadt)
Neudorf ist ein Ortsteil der Stadt Diemelstadt im nordhessischen Landkreis Waldeck-Frankenberg.

## Geografische Lage
Neudorf liegt an der Orpe im sog. Roten Land am Naturpark Teutoburger Wald / Eggegebirge.
Das Ortsbild wird noch heute von Niedersächsischen Bauernhäusern aber auch Häusern in Fränkisch-Sächsischem Mischtyp geprägt.

## Geschichte

### Ortsgeschichte
1189 wurde die Burg Brobeck, die etwa um 1550 wüst fiel, in der Nähe der Bruchmühle genannt.
Die älteste bekannte schriftliche Erwähnung von Neudorf erfolgte unter dem Namen „das nigge Dorf vor dem Urehanenberge“ 1537 im Landregister, das anlässlich der Erbteilung des Nachlasses von Philipp III. von Waldeck erstellt wurde.
Eine 1723 auf dem Friedhof in Fachwerk erbaute evangelische Kapelle wurde 1878 wegen Baufälligkeit geschlossen. Darauf erfolgte von 1879 bis 1883 der Neubau der bestehenden evangelischen Kirche, die 1934 einen Anbau und einen Dachreiter als Glockenträger erhielt. Die Maria geweihte Glocke wurde 1526 vom Gießer "hartlef" gegossen.
Hessische Gebietsreform (1970–1977)
Zum 31. Dezember 1970 wurde die bis dahin selbständige Gemeinde Neudorf im Zuge der Gebietsreform in Hessen auf freiwilliger Basis in die Stadt Diemelstadt eingegliedert.
Für Neudorf, wie für alle durch die Gebietsreform nach Diemelstadt eingegliederten Gemeinden, wurde ein Ortsbezirk mit Ortsbeirat und Ortsvorsteher nach der Hessischen Gemeindeordnung eingerichtet.

### Verwaltungsgeschichte im Überblick
Die folgende Liste zeigt die Staaten bzw. Herrschaftsgebiete und deren untergeordnete Verwaltungseinheiten, in denen Neudorf lag bzw. liegt:
- vor 1557: Heiliges Römisches Reich, Grafschaft Waldeck, Amt Eilhausen
- ab 1712: Heiliges Römisches Reich, Fürstentum Waldeck, Amt Eilhausen
- ab 1807: Fürstentum Waldeck, Amt Eilhausen
- ab 1815: Fürstentum Waldeck, Oberamt der Diemel (Sitz in Arolsen)
- ab 1816: Fürstentum Waldeck, Oberjustizamt der Diemel (Sitz in Rhoden)
- ab 1850: Fürstentum Waldeck-Pyrmont (seit 1849), Kreis der Twiste (Sitz bis 1857 in Mengeringhausen, dann in Arolsen)[Anm. 1]
- ab 1867: Fürstentum Waldeck-Pyrmont (Akzessionsvertrag mit Preußen), Kreis der Twiste
- ab 1871: Deutsches Reich, Fürstentum Waldeck-Pyrmont, Kreis der Twiste
- ab 1919: Deutsches Reich, Freistaat Waldeck-Pyrmont, Kreis der Twiste
- ab 1929: Deutsches Reich, Freistaat Preußen, Provinz Hessen-Nassau, Regierungsbezirk Kassel, Kreis der Twiste
- ab 1942: Deutsches Reich, Freistaat Preußen, Provinz Hessen-Nassau, Regierungsbezirk Kassel, Landkreis Waldeck
- ab 1944: Deutsches Reich, Freistaat Preußen, Provinz Kurhessen, Regierungsbezirk Kassel, Landkreis Waldeck
- ab 1945: Deutsches Reich, Amerikanische Besatzungszone, Groß-Hessen, Regierungsbezirk Kassel, Landkreis Waldeck
- ab 1946: Deutsches Reich, Amerikanische Besatzungszone, Hessen, Regierungsbezirk Kassel, Landkreis Waldeck
- ab 1949: Bundesrepublik Deutschland, Hessen, Regierungsbezirk Kassel, Landkreis Waldeck
- ab 1971: Bundesrepublik Deutschland, Hessen, Regierungsbezirk Kassel, Landkreis Waldeck, Stadt Diemelstadt
- ab 1974: Bundesrepublik Deutschland, Hessen, Regierungsbezirk Kassel, Landkreis Waldeck-Frankenberg, Stadt Diemelstadt

### Bevölkerung
Einwohnerstruktur 2011
Nach den Erhebungen des Zensus 2011 lebten am Stichtag dem 9. Mai 2011 in Neudorf 225 Einwohner. Darunter waren 3 (1,3 %) Ausländer.
Nach dem Lebensalter waren 30 Einwohner unter 18 Jahren, 84 waren zwischen 18 und 49, 54 zwischen 50 und 64 und 60 Einwohner waren älter.
Die Einwohner lebten in 93 Haushalten. Davon waren 30 Singlehaushalte, 18 Paare ohne Kinder und 36 Paare mit Kindern, sowie 9 Alleinerziehende und keine Wohngemeinschaften. In 21 Haushalten lebten ausschließlich Senioren und in 51 Haushaltungen leben keine Senioren.
Einwohnerentwicklung
 Quelle: Historisches Ortslexikon
- 1541: 09 Häuser
- 1620: 28 Häuser
- 1650: 22 Häuser
- 1738: 31 Häuser
- 1770: 86 Häuser, 269 Einwohner

| Neudorf: Einwohnerzahlen von 1770 bis 2020 | Neudorf: Einwohnerzahlen von 1770 bis 2020 | Neudorf: Einwohnerzahlen von 1770 bis 2020 | Neudorf: Einwohnerzahlen von 1770 bis 2020 | Neudorf: Einwohnerzahlen von 1770 bis 2020 |
| --- | ------------------------------------------ | ------------------------------------------ | ------------------------------------------ | ------------------------------------------ |
| Jahr |                                            |                                            |                                            | Einwohner                                  |
| 1770 | 1770                                       |                                            | 269                                        | 269                                        |
| 1800 | 1800                                       |                                            | ?                                          | ?                                          |
| 1834 | 1834                                       |                                            | 457                                        | 457                                        |
| 1840 | 1840                                       |                                            | 493                                        | 493                                        |
| 1846 | 1846                                       |                                            | 493                                        | 493                                        |
| 1852 | 1852                                       |                                            | 586                                        | 586                                        |
| 1858 | 1858                                       |                                            | 511                                        | 511                                        |
| 1864 | 1864                                       |                                            | 508                                        | 508                                        |
| 1871 | 1871                                       |                                            | 448                                        | 448                                        |
| 1875 | 1875                                       |                                            | 472                                        | 472                                        |
| 1885 | 1885                                       |                                            | 426                                        | 426                                        |
| 1895 | 1895                                       |                                            | 426                                        | 426                                        |
| 1905 | 1905                                       |                                            | 393                                        | 393                                        |
| 1910 | 1910                                       |                                            | 358                                        | 358                                        |
| 1925 | 1925                                       |                                            | 342                                        | 342                                        |
| 1939 | 1939                                       |                                            | 336                                        | 336                                        |
| 1946 | 1946                                       |                                            | 436                                        | 436                                        |
| 1950 | 1950                                       |                                            | 434                                        | 434                                        |
| 1956 | 1956                                       |                                            | 349                                        | 349                                        |
| 1961 | 1961                                       |                                            | 330                                        | 330                                        |
| 1967 | 1967                                       |                                            | 328                                        | 328                                        |
| 1980 | 1980                                       |                                            | ?                                          | ?                                          |
| 1990 | 1990                                       |                                            | ?                                          | ?                                          |
| 2000 | 2000                                       |                                            | ?                                          | ?                                          |
| 2011 | 2011                                       |                                            | 225                                        | 225                                        |
| 2020 | 2020                                       |                                            | 186                                        | 186                                        |
| Datenquelle: Historisches Gemeindeverzeichnis für Hessen: Die Bevölkerung der Gemeinden 1834 bis 1967. Wiesbaden: Hessisches Statistisches Landesamt, 1968. Weitere Quellen: LAGIS; Zensus 2011 |                                            |                                            |                                            |                                            |

Religionszugehörigkeit
| • 1885: | 425 evangelische (= 99,77 %), ein katholischer (= 0,23 %) Einwohner |
| • 1961: | 316 evangelische (= 95,76 %), 14 katholische (= 4,24 %) Einwohner   |

## Persönlichkeiten
- Wilhelm Dietzel (* 1948), ehemaliger Bundestagsabgeordneter und ehemaliger Hessischer Minister für Umwelt, Landwirtschaft und Forsten (betreibt in Neudorf auch den „wohl nördlichsten Weinberg Hessens“)[9]